# Achtung - Panzer!

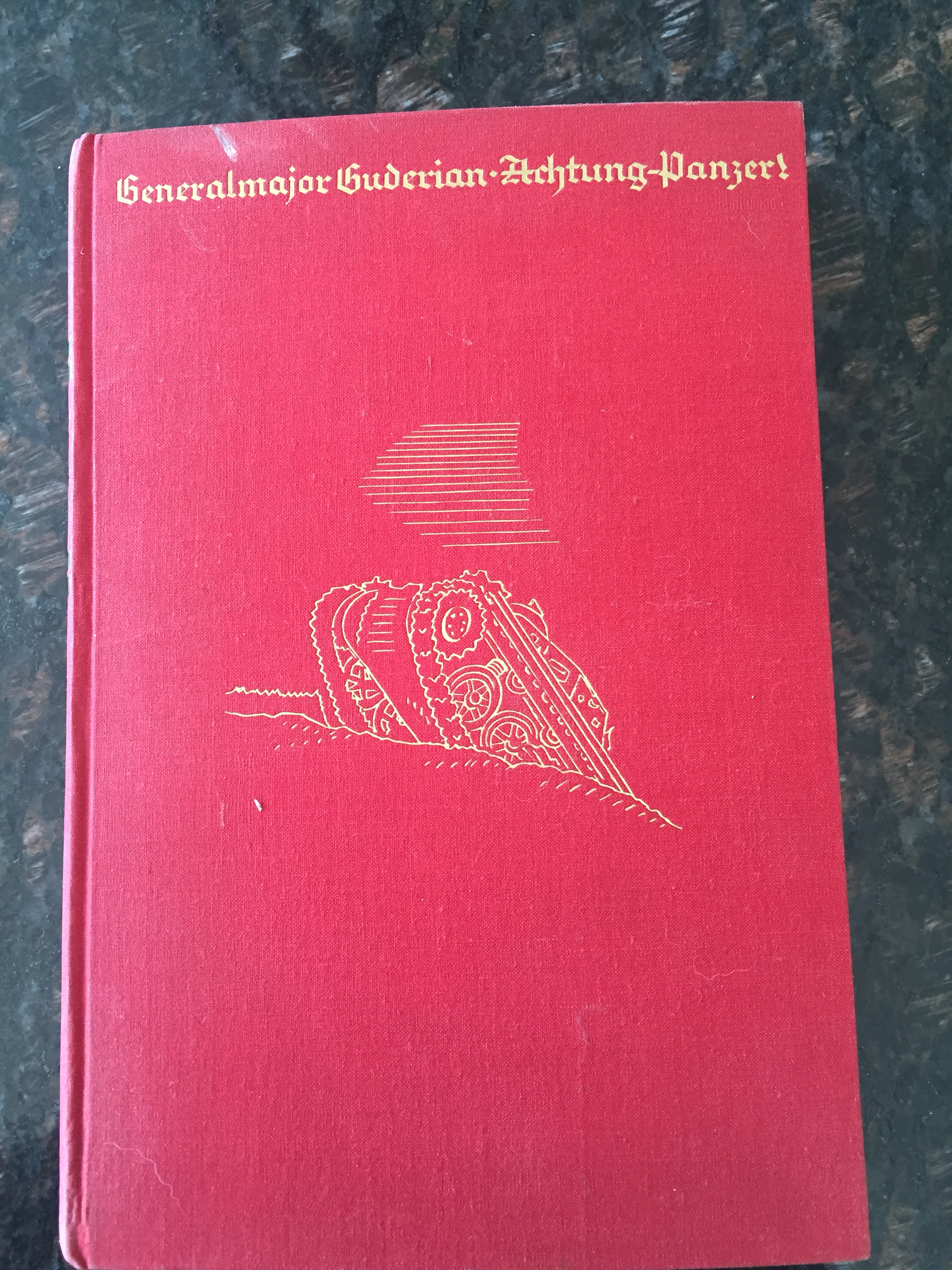
Image de la couverture du livre

Achtung – Panzer! est un essai de stratégie militaire du général allemand Heinz Guderian, paru en 1937. Il porte sur la guerre mécanisée et les manœuvres d'unités blindées, et expose les avantages de l'usage des chars et des véhicules blindés dans la guerre de mouvement. Les idées développées dans cet ouvrage constituent une des bases de la Blitzkrieg et ont fortement influencé la stratégie militaire allemande durant la Seconde Guerre mondiale.